# Chiara Valzolgher
Chiara Valzolgher (Trento, 8 gennaio 1992) è una calciatrice italiana, portiere del Verona.

## Carriera

### Club
Chiara Valzolgher, grazie alla passione trasmessole dal cugino, inizia ad approcciarsi al calcio fin da giovanissima, iniziando a giocare con i maschietti fin dalle scuole elementari. Il carattere estroverso le suggerisce di trovarsi più a suo agio tra i pali piuttosto che altri ruoli e con il passare degli anni riesce a convincere la madre, che la vedrebbe più volentieri in una squadra di pallavolo, a tesserarla in una società calcistica. Dopo i primi momenti in cui giocò da difensore passò al ruolo di portiere senza più lasciarlo.
A 16 anni è sotto contratto con il Trento che nella stagione 2008-2009 disputa il campionato di Serie A2, secondo livello del campionato italiano femminile di calcio. Con le gialloblu, portiere titolare in rosa, rimase fino alla stagione successiva (2009-2010) che vede la società trentina concludere al dodicesimo ed ultimo posto del Girone A, risultato che ne decreta la retrocessione in Serie B.
Nell'estate 2010 viene contattata dal neopromosso Südtirol che le offre l'opportunità di vestire la maglia della altoatesine affiancando Soraya Caser come vice di Katja Schroffenegger. La prospettiva di giocare in Serie A incide nella decisione di sottoscrivere il contratto con la società della Provincia di Bolzano anche se al termine del campionato 2010-2011 saranno solo due, di cui una da titolare, le sue presenze in campo. Con la retrocessione e la decisione di cambiare società da parte di Schroffenegger, Chiara Valzolgher diventa titolare e rimane con le altoatesine le cinque stagioni successive, l'ultima delle quali, quella del ritorno in Serie A della società, vede tornare a dividere il ruolo con Schroffenegger di ritorno dal campionato tedesco.

### Nazionale
Dal 2008 viene convocata alle selezioni per le giovanili della nazionale di calcio femminile italiana seguendo la trafila delle varie selezioni per età passando dalla Under-17 alla Under-19 ed infine alla Under-20. Pur rimanendo costantemente tra le selezionate non ha comunque molte occasioni per scendere in campo e le tre presenze collezionate rimangono relative a partite amichevoli.
Nel giugno 2012 il coordinatore delle squadre nazionali giovanili femminili Corrado Corradini la convoca nella formazione Under-20 che si avvia a giocare nella fase a gironi, Gruppo B, del Mondiale del Giappone 2012; pur risultando in rosa non viene mai utilizzata nelle uniche tre partite giocare dalle Azzurrine prima della loro eliminazione. Sfuma così, per raggiunti limiti di età, l'opportunità di vestire la maglia delle Azzurrine.